# Мачала
Мачала (ісп. Machala) — місто на південному заході Еквадору, столиця провінції Ель-Оро. Знаходиться біля затоки Ґуаякіль на родючій рівнині. За населенням (230 тисяч жителів) є четвертим у країні. Неофіційно називається Банановою столицею світу.

## Географія

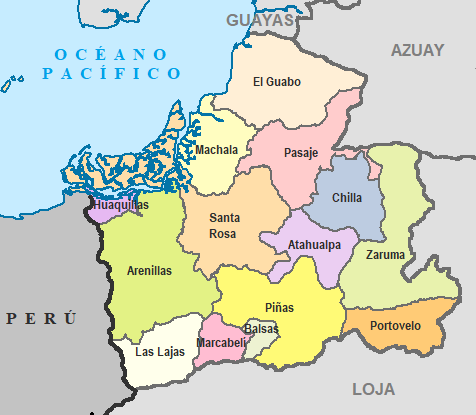
Розташування кантону Мачала

Місто розташоване на рівнині неподалік затоки Ґуаякіль, на тихоокеанському узбережжі. До кантону міста належить порт Болівар, який, втім, раніше існував окремо. Мачала знаходиться на крайньому заході архіпелагу Хамбелі. Висота над рівнем моря становить від 0 до 12 метрів, площа — 24 км².

### Клімат
Клімат міста теплий тропічний, сформувався під впливом холодної течії Гумбольдта та непостійної теплої течії Ель-Ніньйо. Середня температура коливається від 22° до 34° C.

## Університети
- Технічний університет (ісп. Universidad Técnica de Machala)[2]
- Технологічний університет Святого Антоніо (ісп. Universidad Tecnológica San Antonio de Machala)

## Галерея

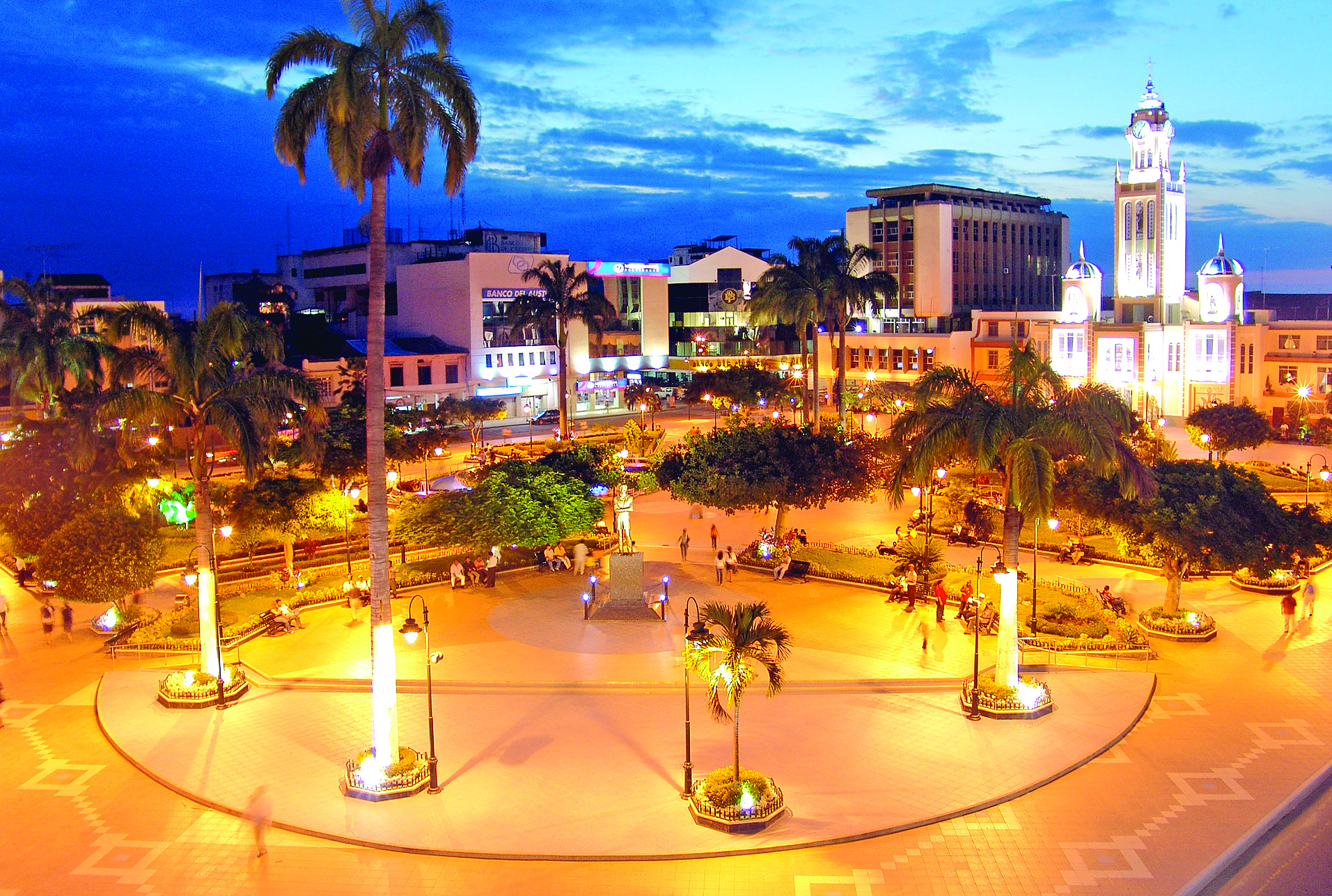
Парк «Хуан Монтальво»
Фонтан у паркуФонтан у парку